# Вахида Маглајлић
Вахида Маглајлић (Бања Лука, 17. април 1907 — Мала Крупска Рујишка, код Босанског Новог, 1. април 1943) била је револуционарка, борац за права жена, учесница Народноослободилачке борбе и народни херој Југославије.
Потицала је из угледне бањалучке породице и била најстарије дете кадије Мухамеда Маглајлића. Након основне школе је завршила Женску стручну школу. Од ране младости се борила против заосталих и конзервативних схватања о женама, а посебно се борила за бољи положај Муслиманки. Преко браће, који су се школовали у Сарајеву и Загребу, упознала се са радничким покретом и комунизмом. Средином 1930-их година се укључила у акције Женског покрета у Бањалуци и била једна од првих Муслиманки, које су учествовале у акцијама револуционарног радничког покрета. Активно је радила и у организацији Црвена помоћ, а маја 1941. године је била примљена у чланство Комунистичке партије.
Након окупације, активно је деловала у Народноослободилачког покрету, због чега је у октобру 1941. била ухапшена од стране усташа. Након два месеца мучења у бањалучкој „Црној кући”, успела је да побегне из затвора и пребаци се у Бањалучки партизански одред на Чемерници. Потом се на ослобођеној територији бавила политичким радом, делујући међу народом, углавном женама, у Подгрмечу и Цазинској Крајини.
На Првој конференцији Антифашистичког фронта жена, децембра 1942. године била је изабрана у чланство Централног одбора АФЖ. Као члан Среског комитета КПЈ за Сански Мост и Босански Нови, деловала је у Цазинској Крајини. Почетком Четврте непријатељске офанзиве, јануара 1943, заједно са народом и партизанима се повукла преко Шатора у Гламоч и Ливно. По задатку КПЈ се вратила у Босански Нови и наставила са илегалним радом.
Погинула је априла 1943. године у околини Босанског Новог, приликом изненадног немачко-домобранског напада на Дванаесту крајишку ударну бригаду. У току Народноослободилачког рата погинула су тројица њене браће — Џевад, Муниб и Неџиб Маглајлић.
За народног хероја проглашена је 20. децембра 1951. године.

## Биографија
Рођена је 17. априла 1907. године у Бањалуци, као најстарије дете у породици Мухамеда Маглајлића и његове супруге Ћамиле, рођене Зилчић. Поред Вахиде, они су имали још осморо деце, синове — Екрема, Џевада, Муниба, Назима, Османа, Неџиба и Алију, као и ћерку Мунибу. Породица Маглајлић је била једна од најстаријих и најугледнијих муслиманских породица у Бањалуци, а њихова кућа се налазила у Маглајлића сокаку у центру града. Вахидин отац Мухамед Маглајлић је био кадија и председник Шеријатског суда и спадао је у ред образованијих Муслимана. Заједно са супругом, коју је упознао током школовања у Сарајеву, настојао је да се њихова деца школују, па је најстарији син Екрем отишао на студије у Загреб, док су се Муниб и Џевад школовали у Бањалуци. Вахида је након четворогодишње основне школе (мектеб), завршила Женску стручну школу у Бањалуци. Њена првобитна жеља је била да похађа Стручну учитељску школу у Загребу, али јој патријархална схватања њеног оца то нису дозвољавала. Према тада важећим верским обичајима, женском детету је до удаје место било у родитељској кући, па је сама чињеница да се Вахида школовала након завршетка основне школе била помало необична за средину у којој су живели.
Још као мала Вахида је показала склоност ка ручном раду, који је додатно усавршила у Женској стручној школи, па је у средини где је живела била позната по томе што је веома брзо успевала да на белој тканини извезе цветове и шаре. Ипак знања стечена у основној и стручној школи јој нису била довољна и имала је велику жељу за даљим школовањем. Иако се помирила са чињеницом да се не може школовати, трудила се да у њену патријархалну породицу уведе нова грађанска схватања и обичаје. Један од првих новитета који је увела у породичној кући била је замена софре столом, који је до тада стајао као украс у једном делу куће. Волела је доста да чита, а волела је и друштво, па је умела често да организује посела у породичној кући, где се окупљао већи број жена разних година. Такође, знала је и да организује излете младих, а волела је да помаже рођацима и комшијама приликом организовања већих прослава, свадби или сахрана. Упела је најпре да убеди оца да је пусти да излази без зара, а потом је била једна од првих младих Муслиманки која је скратила косу. Њен пример је касније прихватило још неколико њених другарица и рођака.

### Политичка активност
Вахидин брат Екрем Маглајлић, још као ученик бањалучке гимназије је приступио омладинском револуционарном покрету и постао члан тада илегалног Савеза комунистичке омладине (СКОЈ), а касније током студија на Универзитету у Загребу је наставио револуционарну активност кроз студентски покрет и постао члан Комунистичке партије Југославије (КПЈ). Екремов политички ангажман, сметао је његовом оцу Мухамеду, који као веома патријархалан и религиозан човек није прихватао комунизам, пре свега због његовог односа према религији. Не желећи да пред оцем прикрива своја политичка убеђења, Екрем је често долазио у сукоб са оцем, због чега је био и истериван из куће. Занимајући се за разлог сукоб између оца и брата, Вахида је почела да чита литературу коју је узимала од брата и постепено је добијала прва сазнања о радничком покрету и комунизму, постајући и сама његов присталица, јер су јој се идеје комунизма учиниле блиским у борби против патријархалних навика.
И остала Вахидина браћа су се прикључила омладинском револуционарном покрету и потом деловала у Радничко културно-уметничком друштву „Пелагић”, Радничком спортском клубу „Борац”, Клубу академичара Бањалуке, Спортско-рекреативном друштву „Пријатељ природе” и другим организацијама, које су биле под утицајем тада илегалне Комунистичке партије. Средином 1930-их година, следећи пример своје млађе браће, Вахида Маглајлић се прикључила Женском покрету у Бањалуци. Својим активним радом, веома брзо је омасовила рад овог покрета, а посебно међу Муслиманкама. Организовала је скупове девојака и млађих жена по Горњем Шехеру и са њима радила на разбијању разних предрасуда. Велику пажњу посветила је борби против неписмености, која је била висока међу Муслиманкама, јер се нису школовале. Руководила је пописом неписмених Муслиманки ради окупљања на аналфабетске курсеве, који су били организовани кроз друштва „Гајрет” и „Узданица”. Током 1939. и 1940. године партијска организација КПЈ у Бањалуци је организовала бесплатне курсеве за око 150 ученика, који су ишли на поправни испит. Овим курсом руководио је Осман Карабеговић, студент медицине, а знатну помоћ око организације и проналажења просторија у којима је одржан курс дала је Вахида Маглајлић.
Илегaлна организација Комунистичке партије Југославије у Бањалуци је након првих година Шестојануарске диктатуре, обновљена средином 1930-их година, а бањалучки комунисти су истовремено радили на проналажењу легалних облика рада, па је са циљем окупљања жена и девојака око политике КПЈ октобра 1935. године, било формирано друштво „Женски покрет”. Ова феминистичка организација је у почетку окупљала пар десетина чланица — радница, службеница, студенткиња, напредних грађанки, које су углавном биле чланице КПЈ или су долазиле из породица чланова и симпатизера КПЈ. Активним друштвеним радом својих чланица и ширењем политике борбе за измену правног и политичког положаја жена, ово друштво је успело да окупи преко 200 чланица, које су долазиле из српских, хрватских и муслиманских породица. Активности овог покрета, бањалучка организација КПЈ је придавала велики значај, с обзиром да је у Бањалуци тада деловало још неколико женских друштава, која су била на националној или верској основи, попут Кола српских сестара, Хрватске жене, као и женских секција при муслиманској организацији „Гајрет”.
Своју активност у Женском покрету Вахида је започела у Омладинској секцији, док су покретом руководиле Наталија Јовић, професорка бањалучке гимназије и Невенка Врањешевић, учитељица. Поред њих у покрету су биле активне и лекарка Даница Перовић, Ружа Маглајлић, Драгица и Љубица Мркоњић, Душанка Ковачевић, Милена Рајчић, Фахира Фејзагић, Ајша Карабеговић и др. Након успешно организованих аналфабетских течајева, Женски покрет је 1938. године започео борбу за политичка права жена. У сарадњи са другим грађанским партијама, сакупљани су потписи за Резолуцију којом се захтевала право гласа за жене, а у сали биоскопа „Луксор” одржан је збор жена на коме су поред председнице покрета Наталије Јовић говорили — Војислав Кецмановић, у име Демократске странке, инжењер Војшић у име Земљорадничке странке, Павао Радан у име Уједињеног радничког синдиката и др. Под руководством др Данице Перовић, била су организована два санитетска курса која је завршило око 40 чланица Женског покрета, међу којима и Вахида. Многе од полазница овог курса су касније учествовале у Народноослободилачкој борби и погинуле као партизанске болничарке. Вахида је активно учествовала у сакупљању средстава за организацију „Црвена помоћ”, а 27. марта 1941. је била учесница демонстрација у Бањалуци на којима се протестовало против Тројног пакта и на којима је дата подршка војном пучу. Носила је тада транспарент на коме је писало Хоћемо да бранимо земљу. Маја 1941. године, Рада Врањешевић је Вахиду, заједно са Васом Бутозаном, примила у чланство Комунистичке партије Југославије (КПЈ).

### Илегални рад у Бањалуци
Након окупације Краљевине Југославије и успостављања марионетске Независне Државе Хрватске (НДХ), у чијем се саставу нашла и Бања Лука, у граду је била успостављена усташка власт на челу са стожерником Виктором Гутићем, који је следећи првобитни усташки план о проглашењу Бањалуке за главни град НДХ, отпочео са масовним „чишћењем” града од Срба и Јевреја. Најпре се почело са масовним исељавањем Срба и пљачкањем њихове имовине, прогоном Јевреја и хапшењем свих политичких неподобних људи, а потом се наставило масовним покољима Срба. Од првих дана окупације, Вахида Маглајлић је активно радила на организовању Народноослободилачког покрета (НОП), а након што је маја 1941. године била примљена у Комунистичку партију, активно се укључила у припреме за организовање оружаног устанка, с обзиром да је Бањалука била центар одакле се руководило припремама устанка и оружаном борбом у Босанској крајини.
Користећи своја познанства из Женског покрета, активно је радила на прикупљању оружја, муниције, санитетског материјала, одеће, обуће и другим стварима потребним за прве тада формиране партизанске одреде. Кућу свог оца, која у прво време окупације није била сумњива окупационим властима, претворила је у значајан центар Народноослободилачког покрета у Бањалуци. Овде је било складиште прикупљене хране, обуће, одеће, санитетског материјала и оружја, али и пункт за одржавање партијских веза. После окупације, Вахида је поново почела на носи зар, који јој је омогућавао лакше кретање по Бањалуци, али и то да не упада у очи агентима Усташке надзорне службе. Њен задатак био је и одржавање везе са Ђуром Пуцаром Старим, секретаром Обласног комитета КПЈ за Босанску крајину и члановима Месног комитета КПЈ за Бањалуку.
Вахидино учешће у Народноослободилачком покрету, као припаднице једне од угледнијих муслиманских породица, имало је доста утицаја на друге бањалучке Муслимане да приступе партизанима. У кући Маглајлића, Вахида је свакодневно скривала по пет-шест својих другарица за којима је трагала усташка полиција, а учествовала је у њиховом пребацивању на ослобођену територију. Неке од истакнутих револуционарки које су се у току 1941. године криле у њеној кући биле су — Рада Врањешевић, Душанка Ковачевић, Јованка Човић Жута и др. У скривању илегалаца, Вахиди су полагали и чланови њене породице, а посебно њена мајка Ћамила. Двојица Вахидина брата Џевад и Осман, који су се налазили у усташком затвору „Црна кућа” су Вахиди поручили да у затвору има доста Срба које нико не обилази, а усташе им не дају храну, па је она организовала слање хране и за њих.
Вахидина активност није прошла незапажено од стране усташке полиције, па је 11. октобра 1941. године била позвана да се јави усташком редарству на разговор и тада је ухапшена. Била је затворена у изолованој ћелији „Црне куће”, где је била тучена и малтретирана од стране иследника, који су тражили да им открије своје сараднике. Пошто је пред иследницима упорно ћутала, претпостављала је да ће бити послата пред Преки суд у Загреб, па је једини спас из затвора видела у бекству. Иако у тешким условима, успела је да успостави везу са партијском организацијом и почне са планирањем бекства. На подстицај партијске организације, неколико виђенијих бањалучких Муслимана је код усташких власти протестовало због њеног хапшења и услова боравка у затвору, па је након тога из самице била пребачена у затворску собу на првом спрату. Овде је била затворена Даница Марић, која је била ухапшена 3. децембра 1941. године. Заједно са њом, Вахида је почела да планира бекство, које су извршиле увече 21. децембра 1941. године.
Приликом бекства, Даница и Вахида су склониле даске са прозора, пошто су претходних дана успеле да расклимају ексере који су држали даске, а потом су кроз прозор бациле један јастук. Како нико од стражара, који су те вечери били заузети некаквом прославом, није приметио пад јастука, Вахида је искочила кроз прозор, а за њом и Даница. Потом су прескочиле тарабе и стигле до речице Црквине, а потом и до куће породице Маглајлић, која се налазили у близини. Ту су се пресвукле у зар, након чега су отишле у Горњи Шехер, у кућу Далка Халимовића, који је био симпатизер Народноослободилачког покрета. Овде су остале до сутрадан, када су их Зага Умићевић и Вељко Милетић пребацили до Понира, где су ухватиле везу са Карлом Ројцем, који је био командир чете за одржавање везе са градом. Након пар дана су прешле на ослобођену територију, где су биле упућене на Тисовац, одакле је Вахида отишла у партизанску болницу на Чемерници, где је радила као политички радник.

### Политички рад у партизанима
У партизанском логору на Чемерници, где се налазила партизанска болница, Вахида се срела са својим другарицама из Бањалуке — Надом Мажар, Анком Бубић, Јованком Човић и др, а заједно са Маром Митров организовала је дочек Нове 1942. године. Недуго потом, под притиском партизанских снага, усташка посада је била принуђена да напусти Скендер Вакуф, у коју су ушли партизани. Група партизанки са Чемернице, међу којима су поред Вахиде, биле Аиша Карабеговић, Исмета Демировић и Јованка Човић, од Штаба партизанског батаљона је била задужена за агитацију и пропаганду. Вахида је обилазила околна села и највише радила са женама, позивајући их да се прикључе и помажу Народноослободилачки покрет (НОП). Посебну пажњу посветила је политичком раду са муслиманским становништвом, које је најпре били неповерљиво према партизанима. Сазивала је конференције и зборове на којима је женама објашњавала о значају ослободилачке борбе, организовала је акције прикупљања хране, одеће и других потреба за партизане, као и акције плетења или прања веша и завоја за рањенике и др. Заједно са другим женама, дала је велики допринос у организовању Прве обласне конференције КПЈ за Босанску крајину, која је од 21. до 23. фебруара 1942. одржана у Скендер Вакуфу. Ова Конференција је за Вахиду била прилика да поново сретне своје другарице из Бањалуке Раду Врањешевић, Душанку Ковачевић, Загу Умићевић и др, које су као делегати дошли са разних делова ослобођене територије, као и прилика да се сретне и упозна са вођама устанка у Босанској крајини — доктором Младеном Стојановићем, Ђуром Пуцаром Старим, Јосипом Мажаром Шошом, Османом Карабеговићем и др.
У Скендер Вакуфу и његовој околини, Вахида је деловала до почетка маја 1942. године, када је прешла најпре у ослобођени Козарац, а потом у Приједор, који је ослободила Прва крајишка ударна бригада. Овде је активно политички радила, учествујући у организацији Окружне конференције СКОЈ-а за Босанску крајину, као и организовању акција за снабдевање војске и народа. Активност у Приједору, прекинула је непријатељска офанзива на Козару, након које је јула 1942. године прешла на рад у Подгрмеч, где је била укључена у рад Среског комитета КПЈ за Сански Мост. Заједно са Радом Врањешевић и Душанком Стишовић, овде је радила са женама, како на њиховом учешћу у прикупљању помоћи за партизане, тако и на њиховој политичкој организованости. У селу Хашанима, код Босанске Крупе упознала се са Сојом Ћопић, мајком књижевника Бранка Ћопића, са којом је одлазила на састанке, где су окупљане жене и омладина. На овим састанцима, Вахида је често говорила о значају братства и јединства Срба, Муслимана и Хрвата у ослободилачкој борби. Када је новембра 1942. године, у склопу Бихаћке операције, била ослобођена Цазинска Крајина, била је послата на овај терен како би политички радила са муслиманским становништвом и њиховом укључивању у Народноослободилачки покрет.
У Цазинској Крајини, Вахида Маглајлић се активно укључила у политички рад. Најпре је заједно са Јусуфом Липовачом радила на формирању Народноослободилачких одбора у околним селима, а потом се посветила раду са женама. Обилазила је читав цазински крај од Бужима до Тржца и од Пишталине до Врнограча и са тада заосталим муслиманским женама радила на њиховом укључивању у акције прикупљања намирница, одеће, обуће и других потреба за партизане, али и на њиховом просвећивању. У овом раду имала је велику помоћ од Хајре Капетановића, секретара Окружног комитета КПЈ за Бихаћ. На Првој конференцији жена Југославије, одржаној од 6. до 8. децембра 1942. године у Босанском Петровцу, на којој је створен Антифашистички фронт жена (АФЖ), међу 166 делегата из читаве Југославије, изузев Македоније и Словеније, налазиле су се Вахида Маглајлић и Наџија Омановић, као делегати жена Цазинске Крајине. На овој Конференцији, Вахида је имала прилику да упозна Врховног команданта НОВ и ПОЈ Јосипа Броза Тита, али и да се обрати присутним делегатима позивајући жене да се масовније укључују у ослободилачку борбу. На крају Конференције је усвојена Резолуција и изабран Централни одбор АФЖ, у који је међу двадесетак истакнутих партизанки била изабрана и Вахида.
Након Конференције, Вахида је још активније наставила са политичким радом, а 23. децембра 1942. године је у Цазину присуствовала великом народном митингу на коме је говорио Јосип Броз Тито, који је тада по први пут јавно рекао да се зове Јосип Броз и да је металски радник из Хрватског загорја. Он је тада у пратњи Нурије Поздерца извршио смотру чете добровољаца, која је пред њим положила заклетву. Неколико дана касније, Вахида се 7. јануара 1943. године нашла у Јасеници, код Босанске Крупе, где је Тито у пратњи војно-политичког руководства Босанске крајине извршио смотру јединица Четврте крајишке дивизије. Убрзо након тога отпочео је први део Четврте непријатељске офанзиве, па је Вахида у Бихаћу помагала у организацији евакуације рањеника и становништва, као и у прихвату и исхрани избеглица које су повлачиле са Баније и Кордуна. Након напуштања Бихаћа, прикључила се Осмој крајишкој ударној бригади, са којом је преко Дрвара дошла у Гламоч, а одатле у Ливно. Овде је у граду пуном избеглица, рањеника, тифусара и др, радила на организацији жена, које су дале велику помоћ у збрињавању избеглица и рањеника. Након завршетка офанзиве, у току које се доста намучила, посебно на Шатор планини, где је била болесна, Вахида је на лични захтев била упућена на политички рад у Подгрмеч. По доласку у Оперативни штаб НОВ и ПО за Босанску крајину, који се налазио у Лушци Паланци, била је одређена за рад на терену Босанског Новог. Након тога, неколико дана је провела у Хашанима, у кући Соје Ћопић, а потом је продужила ка новоградском терену, али је на том путу погинула у изненадном немачко-домобранском нападу на партизанске снаге, у селу Мала Крупска Рујишка.

### Погибија
Крајем марта 1943. године, Дванаеста крајишка ударна бригада је по наређењу Штаба Четврте крајишке дивизије дошла у Подгрмеч, где је сменила Другу крајишку ударну бригаду, која је прешла у састав Пете крајишке дивизије и преко Рибника и Јање кренула ка средњој Босни. Задатак Дванаесте крајишке бригаде је био да делује на сектору Босански Нови—Босанска Крупа и пресече комуникације Босански Нови—Босанска Крупа и Босански Нови—Благај. Јединице Дванаесте крајишке бригаде су запоселе положаје око околних села, а Штаб бригаде се са заштитницом, сместио у селу Мала Крупска Рујишка. Обавештени да у околини нема већих непријатељских јединица, партизани су се припремали за напад на непријатељску посаду у селу Отока, који је био планиран за 3. април. Истог дана, када је Штаб Дванаесте крајишке бригаде 31. марта дошао у Малу Крупску Рујишку, Вахида Маглајлић је на путу ка Босанском Новом, свратила у ово село. Ту се сусрела са својим другарица Зором Ковачевић и Сидом Марјановић, које су биле у овој бригади. Према сећању Сиде Марјановић, оне су читаво вече провеле у разговору и убрзо након што су легле отпочео је изненадни напад непријатељских снага.
Немачко-домобранске снаге из састава немачке 114. ловачке дивизије и домобранског Трећег горског здруга су у свануће 1. априла 1943. године извршиле општи напад на јединице Дванаесте крајишке ударне бригаде. Напад је био извршен из више праваца, а провлачећи се преко Новске планине, немачко-домобранске снаге су успеле да дођу партизанима иза леђа и пресеку им одступницу према Доњем Дубовику. Други батаљон, који је био распоређен на простору између Босанске Крупе и Отока, први се сукобио са непријатељским снагама и убрзо се нашао у окружењу. Приликом пробоја из окружења према Доњем Дубовику, Други батаљон је претрпео знатне губитке. Како би олакшао позицију Другог батаљона, Штаб бригаде је у Први батаљон послао курире са наређењем да крену у сусрет Другом батаљону. Пре потпуног затварања обруча, Штаб бригаде је наредио хитну евакуацију рањеника, који су се налазили у засеоку Војиновићима, код Мале Крупске Рујишке, а том приликом је био евакуисан и Симо Бјелајац, већник АВНОЈ-а.
У евакуацији рањеника је учествовала и Вахида Маглајлић, као и њене другарице, које су потом заједно се друговима из бригаде и Штаба, кренуле уз поток који је текао у подножју брда. У близини куће Јована Гака, која се налазила код сеоског гробља, они су наишли на непријатељски положај и били покошени непријатељским рафалом. Заједно са Вахидом, тада је погинула Зора Ковачевић (1924—1943), заменик политичког комесара Друге чете Првог батаљона, док је у читавој борби погинуло још 20 бораца из Другог батаљона. Према сећању Ахмета Шеховића, који је истог дана пронашао Вахидино тело, она је лежала згрчена у јарку са косом преко лица. Метак јој је ушао кроз леву плећку и преко срца изашао на груди, остављајући велику рану. У току наредне ноћи, једна чета Дванаесте крајишке бригаде је дошла до места борбе и сахранила погинуле борце. Вахида је сахрањена, недалеко од места погибије, у засеоку Ступари, код Мале Крупске Рујишке, у заједничкој гробници са осталим борцима, који су погинули истог дана. Њено име касније је уписано на Партизанском спомен-гробљу у Бањалуци.

## Народни херој
Могла си бити кадуна млада,
коју господин проси.
Без мушких брига и без јада,
то твоје вријеме носи.
Могла си боље чекати дане,
поносна сестро Вахида.
Ал' ти си знала за туђе јаде
и умрла би од стида.
Добро си знала да треба ићи
и преко пријекога суда,
куд иду браћа Маглајлићи,
кроз оно вријеме чуда.

део из песме „Вахида Маглајлић” Душка Трифуновића, 
Указом Президијума Народне скупштине Федеративне Народне Републике Југославије, Вахида Маглајлић је 20. децембра 1951. године за истакнути беспримерни хероизам у борби против народних непријатеља постхумно проглашена за народног хероја Југославије. Истог дана за народне хероје је проглашено још четрнаест погинулих партизанки, међу којима су биле Лепа Радић, из Босанске Градишке и Равијојла Јанковић са Илиџе.
Као једна од укупно девет жена народних хероја из Босне и Херцеговине, као и једина Муслиманка која је добила ово високо признање, Вахида је сврставана у ред најистакнутијих бораца Народноослободилачког рата и социјалистичке револуције. Њено име носиле су многе улице, основне школе, пионирски одреди, омладинске радне бригаде и др. Дуги низ година њено име је носила Медицинска школа у Бањалуци, као и основна школа у селу Арапуши, код Босанске Крупе. Данас име Вахиде Маглајлић носе улице у Сарајеву и Кнежеву, док је улица са њеним именом у Бања Луци преименована.
Палестинац Ел Хеол Мухамед, који је почетком 1970-их године у Загребу студирао медицину, доста је слушао и интересовао се о Народноослободилачкој борби народа Југославије. Ипак, посебно се заинтересовао за живот и борбу Вахиде Маглајлић, а инспирисан њеним примером, написао је брошуру на арапском језику са циљем да Вахидин лик буде пример женама Палестине и учесницама Палестинске ослободилачке организације (ПЛО). Уз материјалну помоћ људи из Египта, ова брошура је штампана у великом тиражу и стигла је до знатног броја Палестинаца, којима је Вахида постала пример и узор. На насловној страни брошуре налази се лик девојке са шлемом и пушком са бајонетом, а изнад њене главе је букет развијених застава са паролама на српско-хрватском и арапском језику.

## Браћа Маглајлић
Читава породица Маглајлић је учествовала у Народноослободилачком покрету (НОП), а поред Вахиде у току Народноослободилачког рата погинула су и тројица њене браће — Џевад, Муниб и Неџиб, као и њихов зет Фадил Шерић, супруг Мунибе Маглајлић, који је такође проглашен за народног хероја.
- Џевад Маглајлић (1912—1945), машински техничар, члан СКОЈ од 1930. и члан КПЈ од 1932. године. Због револуционарног рада, пре Другог светског рата је био осуђен на две године затвора. После окупације се из Београда вратио у Бањалуку, где су га усташе ухапсиле децембра 1941. године. Јула 1942. је пребачен у логор Стара Градишка, где је убијен.[53][54]
- Муниб Маглајлић (1914—1943), машински техничар, члан СКОЈ од 1933. и члан КПЈ од 1938. године. Након окупације је илегално деловао у Бањалуци, а у лето 1941. године је отишао у партизане. Као заменик политичког комесара Друге крајишке ударне бригаде, погинуо је 29. маја 1943. године у борбама код Теслића.[54]
- Неџиб Маглајлић (1924—1942), ученик, отишао у партизане у почетком 1942. године, погинуо у борбама.[55]

Вахидин отац Мухамед Маглајлић је био угледна личност у Бања Луци, па су након стварања Независне Државе Хрватске, усташе покушале да га придобију за свој покрет. Пошто их је одбио био је најпре пензионисан, а потом је 1942. године, због антифашистичке активности своје деце ухапшен. У логору у Старој Градишки налазио се до краја 1942. године, када је услед притиска бањалучке јавности био пуштен на слободу. Након тога је повучено живео у Бањалуци, све до партизанског ослобођења Бањалуке септембра 1944. године. Пре поновног уласка немачко-усташких снага у Бањалуку, он и супруга су се са партизанима повукли из града, у који су се вратили након коначног ослобођења 22. априла 1945. године. После рата су се преселили у Сарајево, где су живели до смрти. Кадија је умро 1962, а кадиница 1970. године.
Учесник Народноослободилачког рата био је и Вахидин брат Екрем Маглајлић (1908—1990). Као студент ветерине у Загребу, он је 1940. године постао члан КП Југославије. Након окупације се укључио у Народноослободилачки покрет у окупираном Загребу, а септембра 1942. је отишао у партизане. Од августа 1944. године је био референт санитета Другог славонског одреда, а потом Седамнаесте славонске ударне бригаде и Десете крајишке дивизије. Након рата је докторирао ветерину и био професор на Ветеринарском факултету у Сарајеву. Његов син Муниб Маглајлић (1945—2015) био је познати босански историчар књижевности.
Вахидина сестра Муниба Маглајлић била је удата за Фадила Шерића (1914—1942), наставника Грађанске школе у Босанској Дубици. Он је био члан КП Југославије од 1937. године, а новембра 1941. је отишао у партизане. Као политички комесар чете, погинуо је јуна 1942. године у борбама са усташама на обронцима планине Мотајице. Јула 1953. године је постхумно проглашен за народног хероја.
О животу Вахиде Маглајлић и њене породице, Телевизија Сарајево је снимила документарни филм Маглајлићи путеви и судбине, у коме су говорили њени рођени брат и сестра Алија Маглајлић и Муниба Шерић, као и потомци њене остале браће и сестре — Муниб Маглајлић, Мирза Маглајлић и Хидајет Шерић.

## Фотогалерија
- Биста Вахиде Маглајлић у Бања Луци
- Споменик палим борцима у Бањалуци
- Партизанско спомен-гробље у Бањалуци
- Гроб Вахиде Маглајлић на Партизанском гробљу у Бањалуци
- Гроб Муниба Маглајлића, брата Вахиде Маглајлић, на Партизанском грољбу у Бањалуци
- Орден народног хероја